# Ewige deutsche Bestenliste im Marathonlauf der Männer
Die Ewige deutsche Bestenliste im Marathonlauf der Männer ist eine Rangliste des Deutschen Leichtathletik-Verbandes und listet die 30 schnellsten deutschen Marathonläufer, die bislang an einem von ihm anerkannten Marathonlauf teilgenommen haben.
Die Liste wird von Samuel Fitwi Sibhatu angeführt, der am 1. Dezember 2024 beim Valencia-Marathon in neuer persönlicher Bestzeit von 2:04:56 h einen neuen deutschen Rekord aufstellte. Er unterbot damit Amanal Petros aus Bochum, der am 24. September 2023 das Ziel beim Berlin-Marathon in eigener Bestzeit von 2:04:58 h erreichte, um zwei Sekunden. Petros hatte bereits im Jahr 2020 den vorherigen Rekordhalter Arne Gabius aus Tübingen abgelöst, der die 42,195 Kilometer lange Marathonstrecke am 25. Oktober 2015 in Frankfurt am Main in der Zeit von 2:08:33 h beendete.
| Zeit (h) | Name                 | Datum      | Ort             | Lauf, Bemerkungen                                                                          |
| -------- | -------------------- | ---------- | --------------- | ------------------------------------------------------------------------------------------ |
| 2:04:56  | Samuel Fitwi Sibhatu | 01.12.2024 | Valencia        | Valencia-Marathon, Deutscher Rekord                                                        |
| 2:04:58  | Amanal Petros        | 24.09.2023 | Berlin          | Berlin-Marathon, Deutscher Rekord                                                          |
| 2:05:46  | Richard Ringer       | 01.12.2024 | Valencia        | Valencia-Marathon                                                                          |
| 2:07:14  | Hendrik Pfeiffer     | 14.01.2024 | Houston         | Houston-Marathon                                                                           |
| 2:07:33  | Sebastian Hendel     | 29.09.2024 | Berlin          | Berlin-Marathon                                                                            |
| 2:08:22  | Filimon Abraham      | 19.03.2023 | Barcelona       | Barcelona-Marathon                                                                         |
| 2:08:24  | Haftom Welday        | 03.12.2023 | Valencia        | Valencia-Marathon                                                                          |
| 2:08:33  | Arne Gabius          | 25.10.2015 | Frankfurt       | Frankfurt-Marathon, Deutscher Rekord                                                       |
| 2:08:47  | Jörg Peter           | 14.02.1988 | Tokio           | Tokyo International Men’s Marathon, Deutscher Rekord                                       |
| 2:09:03  | Michael Heilmann     | 14.04.1985 | Hiroshima       | Hiroshima-Marathon, Deutscher Rekord                                                       |
| 2:09:23  | Christoph Herle      | 21.04.1985 | London          | London-Marathon                                                                            |
| 2:09:25  | Simon Boch           | 16.04.2023 | Linz            | Linz Donau-Marathon                                                                        |
| 2:09:45  | Stephan Freigang     | 30.09.1990 | Berlin          | Berlin-Marathon, Gewinner der Bronzemedaille bei den Olympischen Spielen 1992 in Barcelona |
| 2:09:55  | Waldemar Cierpinski  | 31.07.1976 | Montreal        | Olympische Spiele, Doppelolympiasieger im Marathonlauf 1976 und 1980, Deutscher Rekord     |
| 2:10:10  | Ralf Salzmann        | 14.02.1988 | Tokio           | Tokyo International Men’s Marathon                                                         |
| 2:10:22  | Carsten Eich         | 25.04.1999 | Hamburg         | Hamburg-Marathon                                                                           |
| 2:10:32  | Nils Voigt           | 01.12.2024 | Valencia        | Valencia-Marathon                                                                          |
| 2:10:39  | Johannes Motschmann  | 21.04.2024 | London          | London-Marathon                                                                            |
| 2:10:59  | Michael Fietz        | 26.10.1997 | Frankfurt       | Frankfurt-Marathon                                                                         |
| 2:11:03  | Tom Gröschel         | 05.12.2021 | Valencia        | Valencia-Marathon                                                                          |
| 2:11:17  | Herbert Steffny      | 26.10.1986 | Chicago         | Chicago-Marathon                                                                           |
| 2:11:26  | Stéphane Franke      | 13.04.1997 | London          | London-Marathon                                                                            |
| 2:11:54  | Wolfgang Krüger      | 06.01.1985 | Houston         | Houston-Marathon                                                                           |
| 2:11:56  | Hans-Joachim Truppel | 03.05.1980 | Karl-Marx-Stadt |                                                                                            |
| 2:11:57  | Konrad Dobler        | 21.04.1991 | London          | London-Marathon                                                                            |
| 2:12:02  | Rainer Wachenbrunner | 22.04.1990 | London          | London-Marathon                                                                            |
| 2:12:03  | Eckhard Lesse        | 08.12.1974 | Fukuoka         | Fukuoka-Marathon, Deutscher Rekord                                                         |
| 2:12:13  | Jürgen Eberding      | 03.05.1980 | Karl-Marx-Stadt |                                                                                            |
| 2:12:15  | Philipp Pflieger     | 06.12.2020 | Valencia        | Valencia-Marathon                                                                          |
| 2:12:22  | Werner Dörrenbächer  | 16.03.1980 | Essone          |                                                                                            |

(Stand: 1. Dezember 2024)